# V型3気筒
V型3気筒（ブイがたさんきとう）とはレシプロエンジン等のシリンダー配列形式の一つで、3つのシリンダーがV型に開かれている配列をいう。当記事では専らピストン式内燃機関のそれについて述べる。V3とも呼ばれる。その特異なレイアウトから、採用例は非常に少ない。

## 概要
V型3気筒の最大の特色は、「直列3気筒の中央シリンダーと両サイドのシリンダーを互い違いに配置」が挙げられる。これにより、「全長（横置きの場合は全幅）の短縮」「中央シリンダーの排熱の容易化」「2ストローク機関の場合、シリンダー内の吸排気ポート配置が容易」と言ったメリットが有る。
但し、これらのメリットはシンプルでかつコンパクトな直列3気筒を置き換えるほどのメリットとは言えず、わざわざコストを掛けてまでV型3気筒を選択するのは「ロードレース世界選手権では、1気筒減らすと重量面での恩恵がある」ためであり、レーシングエンジンの例を除くと稀であり、GPレースの世界でもパワー面との兼ね合いから1軸V4や2軸V4/2軸スクエアを選択する事例が多数派で、レースの世界を含めてもV3が少数派となる要因となった。

## ホンダのV型3気筒

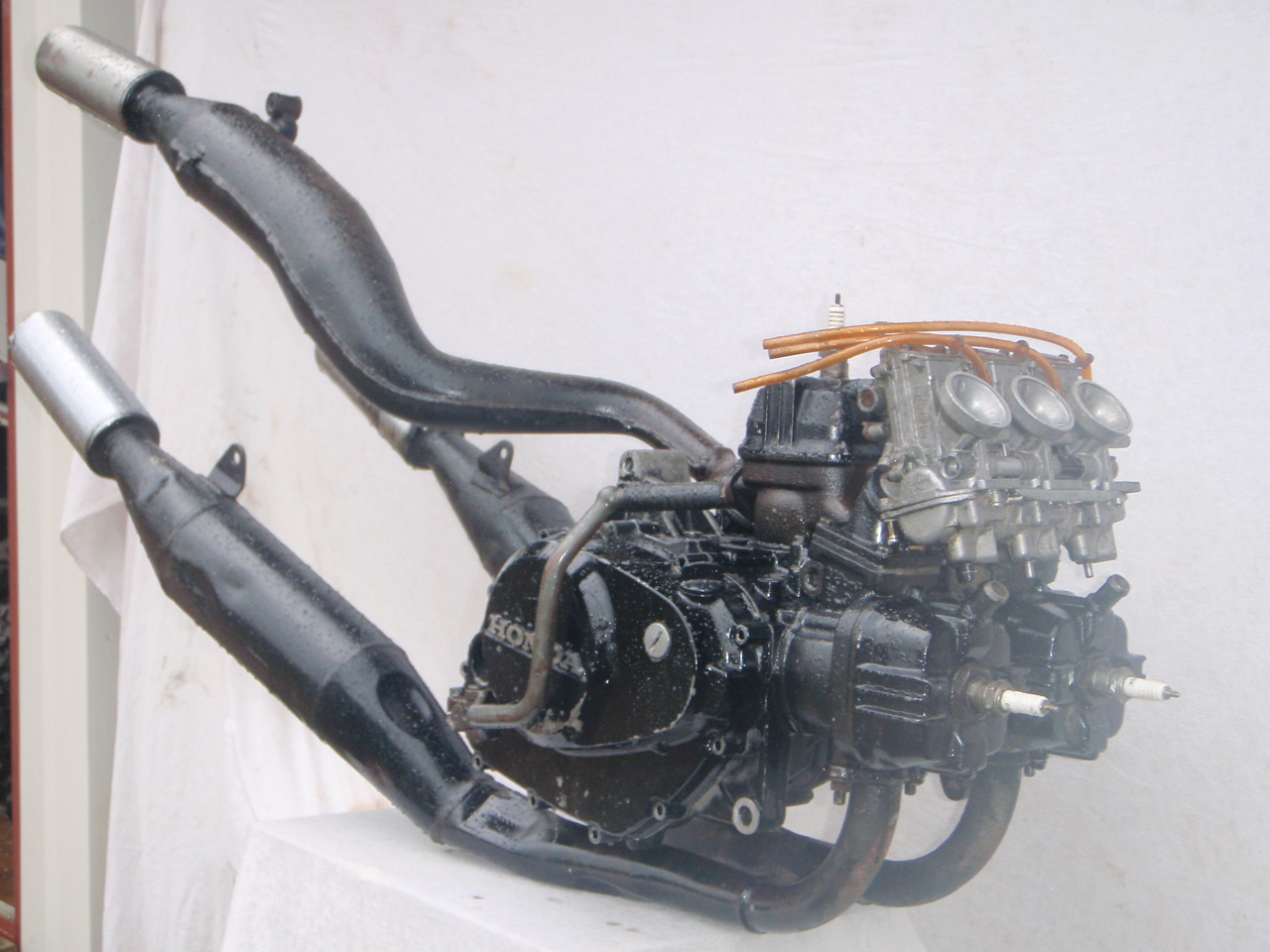
MVX250FのV型3気筒エンジン

1983年、ヤマハ・RZ250に対抗するためにホンダが開発したエンジンが2ストロークV型3気筒エンジンで、同社のMVX250Fに初めて搭載された。前傾した直列2気筒エンジンの後ろに90度のバンク角でシリンダーが1つ追加された形をしており、同車種では後側シリンダーのコンロッドを前側シリンダーのものより太く重くして質量バランスを取り、一次振動を理論上ゼロにした画期的なエンジンであった。しかし、燃え残った2ストロークオイルが排気中に大量に混入し、飛沫となって衣服や車体を激しく汚損したこと、初期の焼きつき問題やその不評が災いし販売面で振るわなかったことから、市販車での搭載車種はMVX250FとNS500のレプリカであるNS400Rの2車種にとどまり、GPマシンレプリカ路線はV型2気筒エンジン採用のNSR250Rが引き継ぐこととなった。
市販車以外では、同社のワークスレーサーとして1982年にNS500が登場。MVX250FやNS400Rとは異なり、NS500は前1気筒・後2気筒のレイアウトを採用（正確には、後バンク2気筒の後方排気に由来する発熱ならびにシートの高さや幅広さを解消する目的から、MVX250は前2気筒・後1気筒に変更）。
グランプリ復帰の際にオーバルピストン4ストロークエンジンのNR500を投入したものの、斬新すぎる設計が災いし結果が出せなかったホンダにとっての救世主となったNS500は、デビュー年からフレディ・スペンサー2勝・片山敬済1勝と戦闘力を発揮し、1983年は6勝を挙げたスペンサーが年間チャンピオン奪取。1984年以降はV型4気筒のNSR500にワークスチームの主軸は移行するも、1983年に販売されたRS500R共々その後のグランプリを席巻することとなり、1988年に販売終了となったRS500Rの後継機種となるNSR500Vを生み出すこととなった。
ワークスレーサーのNS500はバンク角112度のV3であり、点火順序が位相同爆に近く近代におけるビッグバンエンジン(en:Big-bang firing order)の先駆けであったことは意外にも知られていない。

## その他

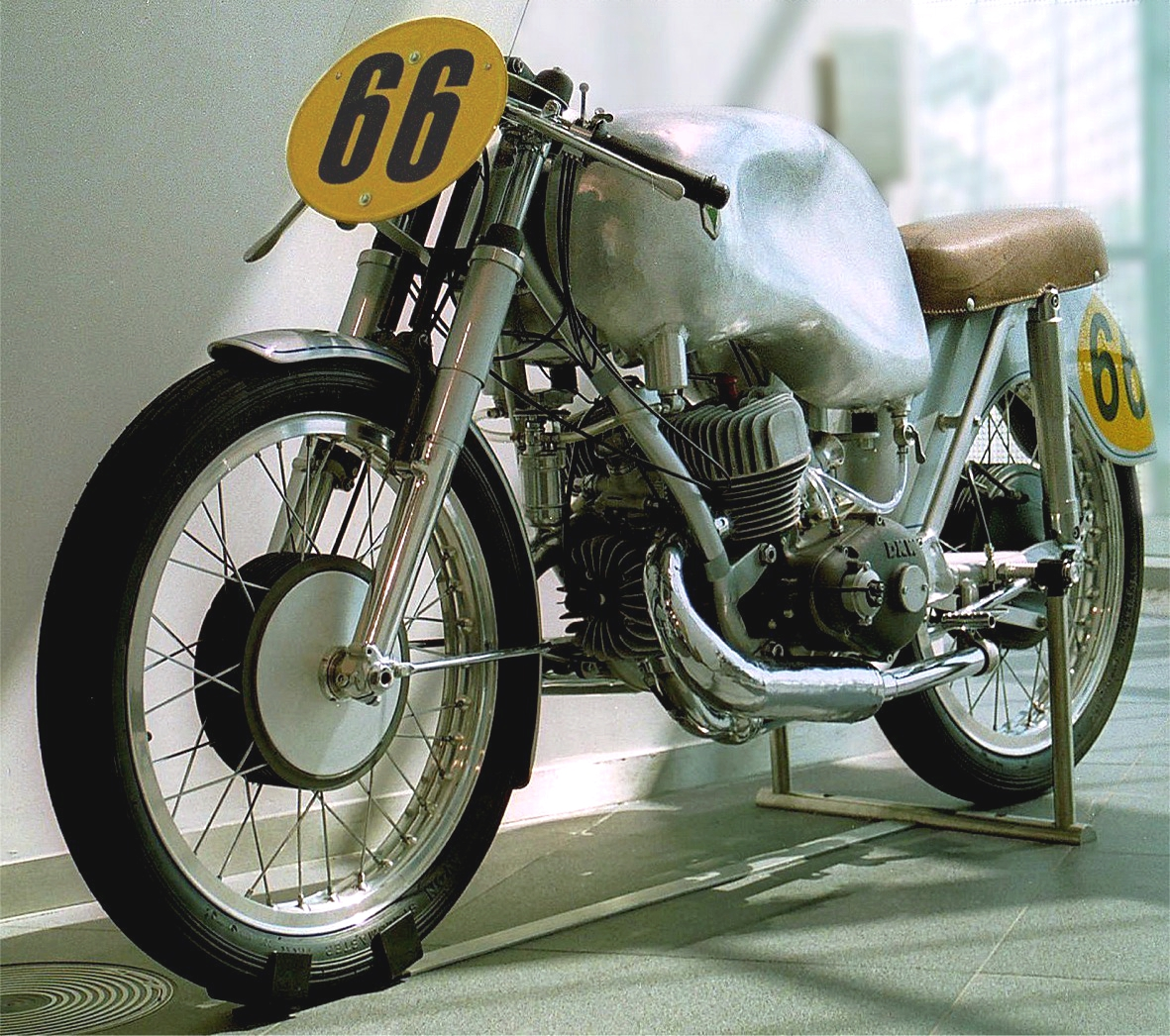
1953年式DKW・350RM

ホンダ以外のV型3気筒としては、ケニー・ロバーツが率いたWGPチームである「チーム・ロバーツ」がオリジナルマシンとしてマレーシアのモデナスと共同開発したModenas KR3が数少ない事例の一つとして知られている。後にロバーツはV型5気筒のProton KR V5も手がけている。
1980年代のホンダ以前の採用例としては、DKWが1952年から1956年に掛けて、350ccクラスのワークスレーサーであるDKW・350RMで2ストロークV型3気筒を採用している。350RMは45馬力の高出力でドイツ選手権で数多くの勝利を収め、ロードレース世界選手権においても1956年シーズンで総合2位を獲得するなどかなりの善戦を見せたが、この年を最後に突如としてロードレースから撤退した。こうして、不完全燃焼で終わったV3グランクリマシンであったが、この斬新なアイデアは前記のホンダV3ワークスマシンを生み出す原動力となった。